# José II de Constantinopla
José II de Constantinopla (em grego: Ιωσήφ Β΄) foi o patriarca grego ortodoxo de Constantinopla entre 1416 e 1439.

## Vida e obras

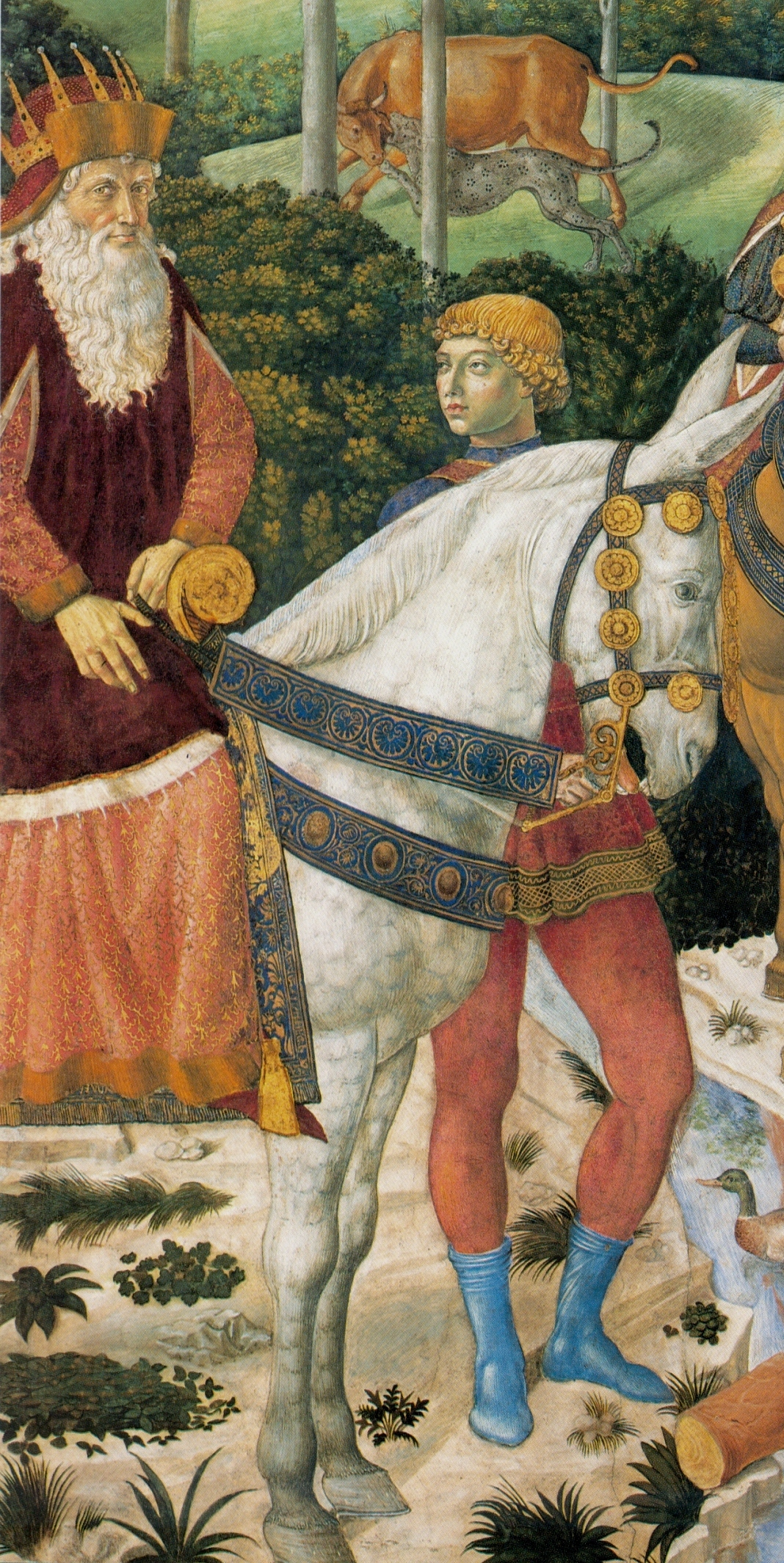
José ll de Constantinopla. Pintura de Benozzo Gozzoli, feita na Cappella dei Magi, dentro do Palazzo Medici Riccardi em Florença

Filho de João Sismanes da Bulgária, pouco se sabe sobre os primeiros anos de sua vida, exceto que se tornou um monge em Monte Atos. Ele se tornou metropolita de Éfeso em 1393, antes de ser eleito patriarca de Constantinopla em 21 de maio de 1416. Junto com o imperador bizantino João VIII Paleólogo, 23 bispos metropolitas e diversos estudiosos e acadêmicos, ele também participou da embaixada grega de quase 700 pessoas enviadas para participar do concílio de Florença. Enquanto estava na cidade, ele se hospedou no Palazzo Ferrantini. Ele foi retratado nos afrescos de Benozzo Gozzoli na Capela dos Reis Magos do Palazzo Medici Riccardi, que celebra a entrada dos dignatários bizantino na cidade.
José já estava muito velho e doente e morreu dois meses depois de chegar, em 10 de junho de 1439. Sua morte provocou muito pesar à todos os presentes no concílio, pois ele era um fervoroso defensor da união entre as igrejas, separadas desde o Grande Cisma do Oriente em 1054. Sua sepultura na igreja do convento dominicano de Santa Maria Novella, em Florença, permanece até hoje, com um elaborado retrato em estilo semi-bizantino. 
Seu sucessor foi o também unionista Metrófanes II, apontado por João VIII justamente por sua simpatia com a causa.